# Абу Бакр ибн аль-Араби
Абу Бакр Муха́ммад ибн Абдулла́х аль-Ма‘а́фири, известный как Абу Бакр ибн аль-А́раби (араб. ابو بكر محمد بن عبد الله المعافري ابن العربي‎;
1076, Севилья — 1148, Фес) — средневековый арабский историк, кади, знаток Корана и факих. Представитель маликитской школы мусульманского права. Иногда его ошибочно путают с «великим шейхом суфизма» Ибн Араби.

## Биография
Родился в Севилье в 1076 году (в 468 году по Хиджре). В 1092 году вместе с отцом отправился на восток. Некоторое время учился в Дамаске и в Багдаде. В 1096 году совершил хадж. После хаджа вернулся в Багдад, где продолжал учиться. Среди его учителей в Багдаде был Абу Хамид аль-Газали.
Позже Ибн аль-Араби отправился вместе с отцом в Египет. После смерти отца в 1100 году он вернулся в Севилью, где некоторое время служил судьёй-кади. Оставив службу, он посвятил себя преподаванию и написанию трудов на различные темы (в том числе, по фикху, хадисам, литературе-адаб, Корану, грамматике и истории). Многие из его трудов не сохранились до наших дней (из сохранившихся, в частности, комментарий на сборник хадисов Тирмизи — «Арида аль-Ахвази»).
Когда в Севилье пришла к власти династия Альмохадов, Абу Бакр Ибн аль-Араби был отправлен в Марракеш, где в дальнейшем находился в заключении около года.
Умер по дороге из Марракеша в Фес в 1148 году (543 году по Хиджре). Похоронен в Фесе.

## Взгляды
Как пишет Ибн Хальдун в своём труде «Мукаддима», кади Абу Бакр ибн аль-Араби «склонялся к тому, что надо сначала изучать язык, а не Коран, который учат наизусть, не понимая».
Франц Роузентал приводит слова Ибн аль-Араби из «Арида аль-Ахвази», в которых говорится о том, что есть знание: «Знание есть слишком ясная концепция, чтобы требовать объяснения, но еретики-новаторы возжелали усложнить понимание термина „знание“, как и других религиозных и рациональных понятий, так как их цель — увести людей в сторону и ввергнуть их в заблуждение, будто бы не существует концепции (maana), которая может быть познана. Однако это беспочвенные претензии и софистика».

## Сочинения
- Комментарий на сборник хадисов Тирмизи (араб. عارضة الأحوذي في شرح الترمذي‎, А́рида аль-А́хвази фи шарх ат-Тирми́зи)
- Комментарий к Корану Ахкам аль-Куран (араб. أحكام القرآن‎)
- Комментарий на «аль-Муватта» Малика ибн Анаса (араб. المسالك في شرح الموطأ مالك‎, Аль-маса́лик фи шарх аль-Муватта Малик)
- Защита от бед[араб.] (араб. العواصم من القواصم‎, Аль-ава́сым мин аль-кава́сым)

## Публикации сочинений
- «Арида ал-ахвази». Каир, 1934. (ар.)
- «Аль-масалик фи шарх иль-Муватта Малик». Комментарии: Мухаммад бен аль-Хусейн ас-Сулеймани, Аиша бинт аль-Хусейн ас-Сулеймани; введение Йусеф аль-Кардауи. Бейрут: «Дар аль-гарб аль-ислямийй», 2007. (ар.)